# リチャード・リーコック

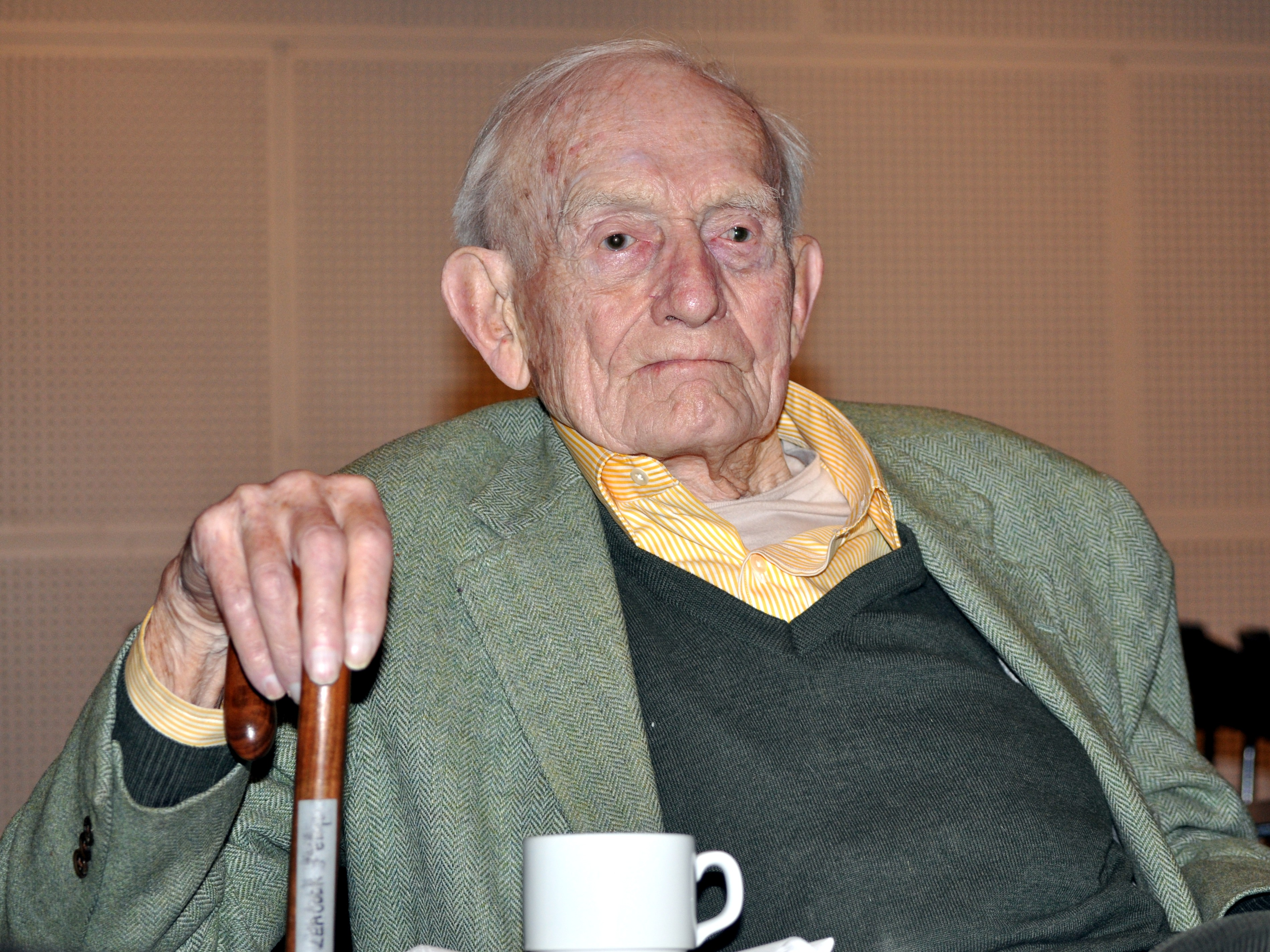

リチャード・リーコック（Richard Leacock、1921年7月18日 - 2011年3月23日）は、イギリス・アメリカのドキュメンタリーの映画監督であり、ダイレクト・シネマの先駆者のひとりであった。

## 来歴・人物
1921年7月18日、ロンドン出身。友人の間では「リッキー」として知られるリーコックは、スペインの自治州であるカナリア諸島（イギリス人家庭であるリーコック家はスペイン領、ポルトガル領の島々でマディラ・ワイン製造とバナナ栽培を長く行っていた）のバナナ栽培農園で育ち、やがてイギリスの学校に送り出された。
名門ベダレス・スクールに通い、ダーティントン・ホール・スクールにいた1929年から1938年までの間に、学生映画ユニットの結成に助力し、最初の8分の短篇サイレント映画『Canary Island Bananas』をつくった。
映画づくりの技術的基礎についてさらに学ぶため、ハーバード大学で物理学を専攻した。第二次世界大戦中は、アメリカ陸軍の戦闘写真家であった。1946年、 ロバート・フラハティ監督が『ルイジアナ物語』のカメラマンとしてリーコックを雇った。1960年代初頭、リーコックとロバート・デュー、D・A・ペネベイカーらとともに「デュー・アソシエイツ」社を設立した。ペネベイカーもまた技術的バックグラウンドを持ち、デューはプロデューサーとしての仕事をした。彼らはともに、シンクロ録音と太陽光カメラの使用にもとづいた映画製作の新しいスタイルを開発した。
1963年、リーコックは同社を離れ、ペネベイカーと新会社を設立した。1968年、ジャン＝リュック・ゴダール、D・A・ペネベイカーとドキュメンタリー映画『ワン・アメリカン・ムービー』を共同製作する（ゴダールは編集・完成を放棄、1972年、ペネベイカーの手により『1PM』として完成）。1969年、マサチューセッツ工科大学の映画学科長となり、1988年まで在籍した。1980年代、映画製作の技術的側面に興味を持ち続けており、フランスのテレビ局のためにビデオ映画を製作した。
そのもっとも素朴な表現において、ダイレクト・シネマとは、「あるがままの人生（life as it is）」をフィルムに収めることであった。しかしリーコックは、素朴な映画作家ではなかった。1988年、あるインタビューを下記のようなことばで締めくくっている。
私はドキュメンタリーフィルム製作をただ行うかわりに、それについて考え始め、自分ではほんとは信じていないことを長い間教えてきたと思っている。私の考えはたいそう変わってしまった。私はドキュメンタリー映画製作の方法についてよくわかっていはいないし、ドキュメンタリーとはなんなのかすら定かではない。私にとっては、自分がなにを求めているかにもっと注意を払い、人々が私になにを求めているかにはもっと注意を払わないようにし始めていると思う。多くの敬意において私が考え始めているのは、私の人生のほとんどが悪いことをフィルムに収めたし、もっともっとたくさんの後悔をし始めているのだ。
『Lulu in Berlin』は、1999年にクライテリオンから発売された『パンドラの箱』（1929年）のDVDに、エクストラとして収録されている。
2011年3月23日、フランス共和国の首都パリで客死。89歳没。

## フィルモグラフィー
- Canary Island Bananas（1935年）
- ルイジアナ物語 Louisiana Story（1948年、監督ロバート・フラハティ、撮影リーコック）
- Brussels Loops（1957年、共同監督シャーリー・クラーク、ホイントン・ガレンタイン、D・A・ペネベイカー）
- A Happy Mother's Day（1963年、共同監督ジョイス・チョプラ）
- Lambert, Hendricks & Co.（1964年、共同監督D・A・ペネベイカー、※デイヴ・ランバート、ジョン・ヘンドリックスについて）
- A Stravinsky Portrait（1966年、共同監督ロルフ・リーバーマン、※イーゴリ・ストラヴィンスキーについて）
- Tread（1972年）
- Community of Praise（1982年、共同監督マリサ・シルバー）
- Lulu in Berlin（1984年、共同監督スーザン・ウォール、※ゲオルク・ヴィルヘルム・パープストとの仕事について、ルイーズ・ブルックスへのインタビュー）
- Les Vacances de Monsieur Leacock（1992年、共同監督ヴァレリー・ラロンド）
- Rehearsal: The Killings of Cariola（1992年、共同監督ヴァレリー・ラロンド）
- Gott sei Dank - Ein Besuch bei Helga Feddersen（1993年）
- Félix et Josephine（1993年）
- A Celebration of Saint Silas（1993年）
- A Hole in the Sea（1994年）
- A Musical Adventure in Siberia（2000年、共同監督ヴァレリー・ラロンド）

## リーコックについての映画
- Ein Film für Bossak und Leacock（1984年、監督クラウス・ヴィルデンハーン、ドイツ人ドキュメンタリー作家によるリーコックとイェジー・ボサックへのオマージュ）

## 参考書籍
- Leacock、1988年、Interview in: Mo Beyerle, Christine N. Brinckmann (editors), Der amerikanische Dokumentarfilm der 60er Jahre. Direct Cinema und Radical Cinema, Frankfurt am Main, New York: Campus, 1991年, p. 124-133
- Mamber, Stephen、Cinéma Vérité in America. Studies in Uncontrolled Documentary, Cambridge, Mass.1974年、
- Dave Saunders, Direct Cinema: Observational Documentary and the Politics of the Sixties, London, Wallflower Press 2007年

## 脚註
1. ↑  Richard Leacock, Innovative Documentary Maker, Dies at 89 New York Times 2011-3-23

## 関連事項
- ダイレクト・シネマ（Direct Cinema）
- イェジー・ボサック（Jerzy Bossak）
- マディラ・ワイン（Madeira wine）
- ベダレス・スクール（Bedales School）
- ダーティントン・ホール（Dartington Hall）
- ロバート・デュー（Robert Drew）
- ロバート・フラハティ（Robert J. Flaherty）
- シャーリー・クラーク（Shirley Clarke）
- ジョイス・チョプラ（Joyce Chopra）